# Битка за Варшаву (1939)
Битка за Варшаву је била битка између Пољске Варшавске армије и снага немачког Вермахта која се одиграла 1939. године на самом почетку Другог светског рата. Битка је започела 1. септембра 1939. године масовним бомбардовањем Варшаве из ваздуха од стране немачког Луфтвафеа.
Борбе на земљи отпочеле су 8. септембра када су прве немачке оклопне јединице стигле до рејона Воле, југозападног предграђа Варшаве. Упркос томе што су Немци објавили преко радија да је Варшава освојена, немачки напад на Волу је претрпео неуспех и град се убрзо нашао под опсадом. Опсада је трајала све до 28. септембра када се пољски гарнизон, под командом генерала Валеријана Чуме предао. Наредног дана, око 100.000 пољских војника напустило је град и упућено је у заробљеничке логоре. Улазак немачких снага у град, 1. октобра 1939. године означио је почетак окупације Варшаве која ће трајати непрекидно све до почетка Варшавског устанка.

## Историја

### Ваздушна битка над Варшавом
Већ од првих тренутака Другог светског рата, Варшава је била мета честих ваздушних напада од стране немачке Луфтвафе. Осим војних циљева као што су касарне, војни аеродроми и фабрике наоружања, немачки пилоти бомбардовали су и цивилне циљеве као што су водовод, болнице, пијаце и школе. Након што би одбацили бомбе немачки пилоти су у ниском лету митраљирали цивиле на улицама Варшаве.
Противваздушна одбрана града била је састављена од активне и пасивне компоненте. Активна компонента била је сачињена од јединица ловачке бригаде под командом пуковника Стефана Павликовског и противавионске артиљерије и митраљеских одељења под командом пуковника Казимјежа Барана. Ловачка бригада била је наоружана са 54 ловачка авиона, углавном ПЗЛ П.7 и ПЗЛ П.11. Противваздушна артиљерија била је наоружана са 86 противавионских топова као и са непознатим бројем противавионских митраљеза. Пасивна компонента је била углавном сачињена од ватрогасних бригада и добровољаца под командом пуковника Тадеуша Богдановича и Јулиана Кулског, заменика градоначелника Варшаве.
У почетку је ваздушна одбрана Варшаве била релативно успешна. 6. септембра 1939. године припадници ловачке бригаде успели су да оборе 43 противничка авиона, док је противваздушна артиљерија оборила сличан број немачких бомбардера. Осим потврђених резултата ловачка бригада имала је још 9 непотврђених ваздушних победа и успела је да оштети 20 непријатељских авиона. Међутим и сама ловачка бригада је претрпела тешке губитке. 7. септембра је изгубила 38 авиона или 70% од укупне снаге.
Противваздушна одбрана града почела је да се распада када је 5. септембра наређено да се 11 противваздушних батерија повуче из Варшаве и упути ка Лублину, Брест-Литовску и Лвову. Са напретком кампање, немачка команда је повећала број бомбардера који су нападали главни град Пољске. На врхунцу почетне бомбардерске кампање, 10. септембра Варшаву је бомбардовало преко 70 немачких бомбардера. Током овог дана, који је назван „крвава недеља“, град је узастопно бомбардован 17 пута. На крају се испоставило да немачки бомбардери нису успели да униште циљеве од изузетног стратешког значаја као што су мостови преко реке Висле.

### Прилике пред битку
Снаге немачке 4. оклопне дивизије, под командом генерал-мајора Георга-Ханс Рајнхарта, су 3. септембра успеле да пробију положаје пољске Лођ армије у близини Ченстохове и наставиле су напредовање у правцу реке Висле и Варшаве. Истог дана је врховни командант пољске војске, маршал Едвард Риђ-Шмигли издао наредбу о формирању привремене Команде за одбрану Варшаве. Генерал Валеријан Чума, заповедник пограничне страже постављен је за главнокомандујућег, а за његовог начелника штаба постављен је пуковник Тадеуш Томашевски.
У почетку је генерал Чума располагао релативно слабим снагама. Највећи део градских власти напустио је град заједно са полицијом, ватрогасцима и војним гарнизоном. У Варшави су остала само 4 пешадијска батаљона и 1 артиљеријска батерија. Званични представник Варшавског гарнизона упутио је позив свим младим војно-способним становницима Варшаве да напусте град. Како би координирао напоре цивилних власти и војске и како би предупредио ширење панике међу становништвом, Чума је поставио председника Варшаве Стефана Стажињског за цивилног комесара Варшаве. Стажињски је одмах отпочео са формирањем и организовањем цивилне страже која је требало да обавља функцију полиције и ватрогасаца. Он је такође наредио и да се сви запослени у градској администрацији одмах врате на своја радна места. У својим дневним радијским обраћањима упутио је молбу цивилном становништву да помогне војсци у подизању барикада и противтенковских баријера на прилазима Варшави. 7. септембра, 40. пешадијски пук „Деца Лвова“ (под командом пуковника Јозефа Каландика) – који је пролазио кроз Варшаву на путу ка свом борбеном положају заустављен је и прикључен јединицама задуженим за одбрану Варшаве.

### Уводне борбе
Одбрамбени положаји су углавном били подигнути на западним прилазима граду. Постепено, снаге које су браниле Варшаву увећане су добровољцима као и припадницима позадинских јединица и јединица у повлачењу. 8. септембра приградски делови Варшаве, Гројец, Рађејовице, Надажин, Рашин и Пјасечно су пале у руке немачког XVI оклопног корпуса. У пет часова поподне немачка 4. оклопна дивизија отпочела је напад на Охот, западно предграђе Варшаве. Немачки напад је успешно одбијен, а немачки губици су били велики. Наредног дана, немачка оклопна дивизија појачана артиљеријом и моторизованом пешадијом, започела је нови напад у правцу Охота и Воле. Захваљујући добро утврђеним положајима и одлично позиционираној противтенковској артиљерији, пољске снаге су успешно одбиле и овај напад.
Једну од барикада подигнутих на раскрсници улица Опачевска и Гројецка, бранила је 4. чета 40. пука „Деца Лвова“. После рата је на овом месту подигнут споменик у част храбрих бранилаца који су одбили немачки напад. У неколико прилика, браниоци су били принуђени да због недостатка наоружања и муниције импровизују. Једна од улица које воде ка центру града поливена је терпентином из оближње фабрике. Када су се немачки тенкови приближили, терпентин је упаљен и неколико немачких тенкова је уништено.
Немачке снаге су претрпеле тешке губитке и биле су принуђене да се повуку. Немачка 4. оклопна дивизија изгубила је око 80 тенкова од 220 колико је учествовало у нападу.

### Друга фаза битке
До пред другу фазу битке, снаге под командом генерла Чуме нарасле су на две дивизије. Његове снаге имале су подршку 64 артиљеријска оруђа и 33 тенка (27 тенкова Викерс Е, 7-ТП и Р-35 и 6 танкета ТК-3 и ТКС). 8. септембра главнокомандујући пољске војске, маршал Едвард Риђ-Шмигли наредио је формирање импровизоване Варшавске армије под командом генерала Јулиуша Ромела. Ново формирана јединица била је сачињена од снага које су браниле Варшаву и посаде тврђаве Модлин, као и од пољских јединица које су браниле Нарев и Вислу између Варшаве и тока реке Пилица (река). Генерал Чума је и даље био командант Варшавских одбрамбених снага које су биле подељене на два сектора: Исток (Прага) под командом потпуковника Јулијана Јановског и Запад под командом пуковника Порвита.
Познањска армија под командом генерала Тадеуша Кутжеба и Померанска армија под командом генерала Владислава Бортновског отпочеле су напад на леви бок немачког клина који је напредовао у правцу Варшаве. Због ове офанзиве познатије под називом Битка на Бзури, немачки команданти повукли су 4. оклопну дивизију и послали је у рејон Кутна како би зауставила пољско напредовање. Ослабљене немачке положаје према Варшави посела је ослабљена немачка 31. пешадијска дивизија. Иако су током Битке на Бзури пољске снаге претрпеле пораз, главни циљ офанзиве је био постигнут и опасност за Варшаву је барем привремено отклоњена. Браниоцима града придружиле су се поједине јединице разбијене Пруске армије. Поред ових јединица, у самој Варшави су формиране нове јединице од резервиста 8. пешадијске дивизије и 36. пешадијског пука „Академске легије“ чији регрутни центри су се налазили у Варшави.
Дана 11. септембра главнокомандујући пољске војске издао је наредбу да се Варшава брани по сваку цену. Наредног дана, снаге немачке 3. армије (под командом генерала Георга фон Кихлера) пробиле су пољске линије одбране дуж реке Нарев и наставиле су напредовање јужно како би са истока одсекле Варшаву. Ове немачке снаге напала је пољска коњица под командом Владислава Андерса, али су после тешке борбе пољске снаге биле принуђене да се повуку ка југу. Преостале пољске јединице под командом ген. Јулиуша Зулауфа, које су браниле област око реке Нарев повукле су се 14. децембра ка Варшави и стављене су под команду одбране Варшаве.
Дана 15. септембра немачке снаге су опколиле Варшаву са истока и град се нашао у потупуном окружењу. Само је узани део земље дуж реке Вистуле ка Кампинос и Модлинској шуми још увек био у пољским рукама. Браниоци тврђаве Модлин везивали су за себе значајне немачке снаге и на тај начин у великој мери помогли одбрани Варшаве.

### Опсада
Снаге немачког генерала Бласковица су 16. септембра покушале да из покрета заузму Варшаву али је њихов напад одбијен. После тешких борби у рејону Грочова, припадници пољског 21. пешадијског пука „Деца Варшаве“, под командом пуковника Станислава Сосабовског уништили су немачку 23. пешадијску дивизију.
После битке на Бзури, остаци Познањске армије и Померанске армије пробили су се кроз обруч око града и ушли у Варшаву и Модлин. Захваљујући неочекиваним појачањима, број бранилаца нарастао је на 120.000 војника. Укупне немачке снаге које су биле прикупљене за напад на град бројале су 175.000 војника. 22. септембра немачке снаге избиле су на реку Вислу и тако пресекле комуникацију између Варшаве и тврђаве Модлин.
У оквиру припрема за напад на град, Варшава је даноноћно бомбардована са земље и из ваздуха. Током артиљеријске припреме Немци су употребили чак и тешке железничке топове и минобацаче. Две целокупне ваздушне флоте Луфтвафе систематски су уништавале град не бирајући циљеве. Почев од 20. септембра, немачке снаге на источној обали Висле свакодневно су изводиле нападе на Прагу. Међутим, сви немачки напади су успешно одбијени. 24. септембра, целокупне немачке снаге у рејону Варшаве стављене су под команду генерала Јоханеса Бласковица.
Дана 26. септембра, рано изјутра, отпочео је свеопшти напад из свих праваца на Варшаву. Западне делове града напало је 5 немачких дивизија (10. 18. 19. 31. и 46. пешадијска дивизија) док су источне делове града напале 4 немачке дивизије (11. 32. 61. и 217 пешадијска дивизија). Немачки напад подржало је око 70 батерија пољске артиљерије, 80 батерија тешке артиљерије и две ваздушне флоте (1. и 4) које су биле активне током читаве битке.
Напад је одбијен а немачке снаге су биле приморане да се врате на почетне положаје. Током ноћи, пољске снаге извршиле су неколико контра-напада и успешно уништиле неколико немачких истурених положаја. Пољски контра-напад је нарочито био успешан у рејону Мокотова и Прага. 27. септембра немачка врховна команда наредила је још један свеопшти напад на град који је успешно одбијен уз тешке губитке на обе стране.

### Капитулација
Војна ситуација у Варшави је била релативно повољна. Генерал Чума је успео да сакупи довољно људства и ратног материјала за вишенедељну одбрану града. Ипак, стање цивилног становништва Варшаве је било веома трагично. Стално бомбардовање цивилних циљева, недостатак хране и лекова имали су за последицу велики број цивилних жртава.
Немачки бомбардери су још на почетку битке уништили водовод па је у граду владала несташица пијаће воде, а ватрогасци нису имали са чиме да гасе пожаре који су беснели градом. Стратешка ситуација града је такође била веома тешка. Улазак Совјетског Савеза у рат и недостатак подршке запада учинили су даљу одбрану града бесмисленом.
Дана 26. септембра генерал Тадеуш Кутжеба, заменик команданта Варшаве отпочео је преговоре са немачким командантом о капитулацији пољских снага. У 12.00 часова 27. септембра на снагу је ступио прекид ватре. Недуго затим Варшава је капитулирала. Неколико пољских јединица је одбило да се преда због чега су у њиховој предаји посредовали лично пољски генерали Чума и Ромел. Гарнизон града Варшаве је 29. септембра отпочео са уништавањем и сакривањем наоружања. Део овако сакривеног наоружања биће касније употребљен током Варшавског устанка. 30. септембра отпочела је евакуација пољских снага и њихово транспортовање у заробљеничке логоре. Дан касније немачке снаге су ушле у град. Опсада Варшаве је била готова.

### Жртве
Укупни губици пољске армије износили су око 6.000 погинулих и 16.000 рањених. По окончању битке око 5.000 пољских официра и 97.000 војника је заробљено. Током борби за град погинуло је 25.800 цивила а око 50.000 је рањено. Немачко бомбардовање сравнило је са земљом 12% од укупног броја стамбених објеката у граду. Званична листа немачких губитака није објављена.